# Haemulopsis corvinaeformis
Haemulopsis corvinaeformis é uma espécie de peixe marinho da família Haemulidae, os roncadores. Descrito por Franz Steindachner em 1868, é uma espécie comum em águas costeiras do Atlântico Oeste, possuindo importância ecológica e sendo frequentemente capturada como fauna acompanhante na pesca de arrasto.

## Descrição morfológica
Haemulopsis corvinaeformis possui um corpo alongado e comprimido lateralmente, atingindo um comprimento máximo de aproximadamente 25 centímetros, embora os indivíduos capturados sejam geralmente menores. A coloração do corpo é prateada, com o dorso ligeiramente mais escuro, apresentando tons de cinza ou esverdeado. O ventre é esbranquiçado. Uma característica distintiva é a presença de uma série de linhas ou traços finos e oblíquos de cor bronze ou amarelada ao longo dos flancos, acima da linha lateral.
A boca é grande e terminal, com o interior de coloração alaranjada. A nadadeira dorsal é contínua, com uma porção anterior de raios espinhosos e uma posterior de raios moles. As nadadeiras peitorais, pélvicas e anal são amareladas ou translúcidas. O nome "roncador" deriva da capacidade que os peixes desta família têm de produzir som através da fricção de seus dentes faringianos.

## Distribuição e habitat
A espécie ocorre no Oceano Atlântico Ocidental, desde a América Central e o Caribe até o sul do Brasil, sendo encontrada em toda a costa brasileira. É uma espécie costeira, que habita principalmente fundos de areia e lama em profundidades que variam de 1 a 50 metros. É comum em praias, baías e estuários, especialmente durante sua fase juvenil. No estado do Maranhão, a espécie é registrada ao longo de sua plataforma continental, fazendo parte da comunidade de peixes demersais do Golfão Maranhense.

## Biologia e ecologia

### Alimentação
Haemulopsis corvinaeformis é uma espécie carnívora com uma dieta generalista e oportunista. Alimenta-se principalmente de pequenos invertebrados bentônicos que vivem no substrato marinho. Sua dieta inclui crustáceos (como copépodes, anfípodes e camarões), moluscos bivalves, poliquetas e, ocasionalmente, pequenos peixes. A composição de sua alimentação pode variar de acordo com a localidade e a disponibilidade de presas.

### Comportamento e reprodução
É uma espécie gregária que forma cardumes, muitas vezes misturados com outras espécies de peixes demersais. A reprodução ocorre durante todo o ano, com picos reprodutivos que podem variar regionalmente. Estudos na costa do Nordeste brasileiro indicam que a desova é parcelada, ou seja, a fêmea libera os ovos em lotes ao longo do período reprodutivo. As áreas costeiras e estuarinas são importantes habitats para o recrutamento e crescimento dos juvenis.

## Importância econômica
Haemulopsis corvinaeformis possui baixa importância comercial como alvo direto da pesca. No entanto, representa uma parcela significativa da fauna acompanhante da pesca de arrasto de camarão em toda a sua área de distribuição. Embora muitas vezes descartada, a espécie serve como fonte de subsistência para pescadores artesanais em algumas localidades. Sua principal importância é ecológica, pois integra a base da cadeia alimentar de diversos predadores maiores, como peixes de maior valor comercial e mamíferos marinhos.

## Estado de conservação
A União Internacional para a Conservação da Natureza (IUCN) avalia Haemulopsis corvinaeformis como Pouco preocupante. A classificação se justifica por sua ampla distribuição geográfica, populações consideradas estáveis e por não ser alvo de pesca direcionada que represente uma ameaça significativa. Contudo, a degradação de habitats costeiros, como estuários e manguezais, e a mortalidade na pesca de arrasto são pressões que afetam a espécie localmente.